# Velociraptor!
Albums de Kasabian
West Ryder Pauper Lunatic Asylum
(2009) Live!
(2012)
Singles
1. Days Are Forgotten
Sortie : 12 septembre 2011
2. Re-Wired
Sortie : 20 novembre 2011
3. Goodbye Kiss
Sortie : 20 février 2012
4. Man of Simple Pleasures
Sortie : 7 mai 2012

Velociraptor! est le quatrième album studio du groupe britannique de rock alternatif Kasabian sorti le 19 septembre 2011 par Columbia Records.

## Historique

### Contexte
Camarades au Community College de Countesthorpe, Sergio Pizzorno, Chris Edwards et Tom Meighan forment un groupe qui reprend, dans un premier temps, les différents classiques d'Oasis. Rejoints ensuite par Chris Karloff, ils commencent à se produire à partir de septembre 1997 sous le nom de Saracuse et à enregistrer au studio Bedrock de Leicester. Après une première démo en 2001, ils décrochent un contrat avec Sony BMG et se rendent dès le printemps 2002 dans une ferme sur les bords de Rutland Water, un lac artificiel près d'Oakham, dans le but d'y enregistrer un premier album studio. La formation prend alors le nom de Kasabian.
Différents batteurs se succèdent au sein de la formation durant les mois qui suivent — Daniel Ralph Martin, Mitch Glover de Kosheen, son frère Ryan , de nouveau Mitch, puis Ian Matthews —, le groupe alternant sessions studio — avec Garret « Jacknife » Lee,, puis Jim Abbiss à la production — et concerts pour tester ses titres en attendant le mixage. Soutenus par Eddy Temple-Morris, animateur sur XFM, ils profitent de ce soutien pour obtenir quelques passages à la radio, être en première partie de groupes plus importants (Black Rebel Motorcycle Club et The Who) et surtout écumer les grands festivals estivaux (Glastonbury Festival, T in the Park, V Festival, Reading and Leeds Festivals et Summer Sonic Festival),. La sortie de leur premier album, Kasabian, le 6 septembre 2004, les place sur le devant de la scène avec une 4e place du classement britannique des ventes d'albums et un double disque de platine à la fin 2005, avec presque un million d'exemplaires vendus dans le monde. Le concert qu'ils donnent le 15 décembre 2004 à la Carling Brixton Academy pour le 24e anniversaire de Pizzorno donne ensuite lieu à l'album live Live from Brixton Academy, téléchargeable à partir du 4 juillet 2005, qui lui aussi est double disque de platine.
Dès la fin 2005, Pizzorno et Abbiss discutent d'un deuxième album et organisent pour cela des sessions aux studios Rockfield (pays de Galles) dans ce but au mois de février 2006, pendant lesquelles ils composent et enregistrent rapidement un grand nombre de chansons. Karloff, vivant à New York avec sa nouvelle femme, ne souhaite pas y participer et quitte le groupe. Il est remplacé par Jay Mehler, membre de Mad Action et qui les a accompagnés sur une de leurs précédentes tournées, mais Kasabian attend le mois de juillet pour officialiser la nouvelle. Empire, le deuxième album studio, sort le 28 août 2006 et entre directement en tête de l'UK Albums Chart, avant d'être à son tour double disque de platine après un an d'exploitation, avec plus d'un million d'exemplaires vendus à travers le monde, dont plus de 600 000 copies rien que dans leur pays d'origine. En parallèle des tournées qu'ils effectuent à travers l'Europe, l'Amérique du Nord, le Japon et l'Australie, ils donnent aussi quelques concerts en faveur d’œuvres caritatives, telles que le Teenage Cancer Trust (en),.
Kasabian se consacre à son troisième album studio dès 2008, Pizzorno le composant et le produisant intégralement seul chez lui et dans le studio d'enregistrement de la formation près d'Islington, dans le nord de Londres. À l'été 2008, malgré la satisfaction de Sony BMG, Pizzorno souhaite avoir un autre avis sur son travail, et s'envole pour San Francisco pour rencontrer Dan the Automator (Handsome Boy Modeling School, Deltron 3030, Lovage, Gorillaz). Le premier résultat de cette collaboration est le single Fire, qui atteint la 3e place des ventes britanniques de singles,. Une semaine plus tard, le 8 juin 2009, West Ryder Pauper Lunatic Asylum sort et directement à la 1re place du classement des ventes d'albums au Royaume-Uni,. Tout comme son prédécesseur, il est double disque de platine outre-Manche, disque de platine en Irlande, disque d'or en Australie, et permet également au groupe de remporter plusieurs trophées musicaux,. Ce dernier multiplie ensuite les tournées et les festivals autour du monde jusqu'à l'automne 2010,,.

### Enregistrement et production
Kasabian travaille sur son quatrième album studio dès la fin de l'année 2010. Le procédé d'enregistrement est le même que pour West Ryder Pauper Lunatic Asylum : Pizzorno compose et produit seul dans un premier temps les chansons dans son studio chez lui (The Sergery), à Leicester, et dans un manoir près de Reading, puis le groupe se rend ensuite à la Glue Factory de San Francisco pour mixer les morceaux avec Dan the Automator. Certains titres sont achevés dès novembre 2010, tels que La Fée Verte (The Green Fairy selon les versions) qui apparaît sur la musique du film London Boulevard, mais la totalité des chansons n'est terminée qu'au cours du mois de mai 2011, la discrétion sur l'enregistrement étant de mise.

## Parution et réception

### Promotion et sortie
Début juin 2011, Kasabian donne quelques concerts au cours desquels ils jouent en avant-première les chansons Velociraptor! et Switchblade Smiles,,. Présentée sur la BBC Radio 1 lors de l'émission de Zane Lowe le 7 juin, cette dernière est ensuite mise à disposition gratuitement en écoute sur leur site officiel et leur page Facebook, annonçant au passage les détails de la sortie de l'album. Pour faire la promotion de ce dernier, le groupe se produit dans différents festivals européens, dont le RockNess en Écosse le 10 juin, le festival de l'île de Wight en Angleterre le 12, l'Hovefestivalen à Arendal (Norvège) le 29, le BBK Festival à Bilbao (Espagne) le 8 juillet et l'iTunes Festival le 29 à Londres.
Le 22 juillet, la BBC diffuse pour la première fois Days Are Forgotten, en prévision de sa sortie en single. Pour récompenser leurs fans et continuer leur promotion, Kasabian donne un petit concert proposé en direct sur la plate-forme de musique en ligne Vevo à bord d'un Boeing 747 de 250 personnes sur l'aérodrome de Bruntingthorpe, près de Leicester, le 5 septembre. Ils y jouent en avant-première Re-Wired en plus des trois morceaux déjà dévoilés. Le premier single, Days Are Forgotten, sort une semaine plus tard, obtenant à son meilleur une 28e place du classement britannique des ventes de singles. Le 19 septembre, Velociraptor! est publié au Royaume-Uni, en France et Nouvelle-Zélande, soit trois jours après l'Autriche, la Belgique et l'Irlande, mais un jour avant l'Espagne.

### Accueil critique
L'album reçoit une critique positive puisqu'il obtient un score de 79 % sur Metacritic, soit le meilleur résultat pour le groupe. Le journaliste d'NME déclare qu'il « est à la hauteur des attentes et que le groupe a progressé depuis l'album précédent » tandis que celui d'Antiquiet dit que « Kasabian a trouvé un moyen de canaliser tout ce qu'on aime des Rolling Stones, de Led Zeppelin et Radiohead tout en conservant le son qui les distingue de Coldplay, Muse et The Killers ». Pour Consequence of Sound, Kasabian passe ainsi « d'opprimé à prédateur, en haut de la chaîne alimentaire ». Dave Simpson, du Guardian, y voit « le son d'un groupe en confiance et qui semble tracer la voie qu'il va emprunter dans le futur », vision partagée par le FMV Magazine. Le NME estime que « le groupe de rock des dinosaures n'est pas en voie d'extinction » avec une production telle que celle-ci, alors que le Slant Magazine considère que « Kasabian prolonge ainsi sa stature de roi britannique du rock ». Pour Neil McCormick du Telegraph, il s'agit en revanche « d'un basculement vers la pop britannique ».

### Succès commercial
Tout autant que les critiques, les ventes sont bonnes, puisque l'album débute directement à la première place du classement britannique des ventes d'albums, où il s'est vendu à plus de 94 000 copies dès la première semaine. Il figure également en bonne place dans les classements de plusieurs autres pays, dont l'Écosse, l'Irlande, l'Australie et la France. Grâce à ses bonnes ventes, le quatrième album studio du groupe suit la lignée de ses prédécesseurs, étant disque d'or au Royaume-Uni, puis disque de platine et en Pologne.

### Classements et certifications
| Classement musical                 | Meilleure position |
| ---------------------------------- | ------------------ |
| Australie (ARIA)                   | 8                  |
| Autriche (Ö3 Austria Top 40)       | 17                 |
| Belgique (Wallonie Ultratop)       | 16                 |
| Belgique (Flandre Ultratop)        | 11                 |
| Danemark (Tracklisten)             | 17                 |
| Écosse (OCC)                       | 1                  |
| Espagne (Promusicae)               | 31                 |
| Finlande (Suomen virallinen lista) | 32                 |
| France (SNEP)                      | 14                 |
| Irlande (IRMA)                     | 2                  |
| Italie (FIMI)                      | 11                 |
| Mexique (AMPROFON)                 | 88                 |
| Nouvelle-Zélande (RIANZ)           | 21                 |
| Pays-Bas (Mega Album Top 100)      | 37                 |
| Pologne (ZPAV)                     | 13                 |
| Royaume-Uni (UK Albums Chart)      | 1                  |
| Suisse (Schweizer Hitparade)       | 10                 |

| Pays        | Ventes   | Certifications |
| ----------- | -------- | -------------- |
| Italie      | 30 000+  | Or             |
| Pologne     | 10 000+  | Or             |
| Royaume-Uni | 300 000+ | Platine        |

### Tournées
Dans la continuité de la campagne de promotion d'avant la sortie de l'album, le groupe participe à plusieurs émissions de radio et de télévision dans différents pays européens, dont Later... with Jools Holland sur la BBC Two le 27 septembre. Kasabian donne alors un unique concert le 5 octobre à Melbourne, en Australie, se produit le 26 octobre sur la scène de l'O2 Academy de Leicester, se lançant ensuite dans une tournée européenne, passant ainsi au Zénith de Paris le 22 novembre. Ils enchainent par un tour des arenas britanniques du 28 novembre au 14 décembre, Miles Kane se chargeant de la première partie. Le groupe clôt alors 2011 par un concert intitulé NYE: RE-WIRED lors de la Saint-Sylvestre à l'O2 de Londres. Cette soirée de transition vers 2012 est également diffusée en streaming sur YouTube.
Ils entament la nouvelle année par une petite tournée de cinq dates au Japon, avant de s'envoler pour l'Océanie et le Big Day Out, festival itinérant en Australie et en Nouvelle-Zélande. Après un concert à Singapour le 8 février, un à Dubaï le 10 et un passage le 13 à New York pour l'émission Late Show with David Letterman, Kasabian se produit en Europe jusque début mars, puis repart en Amérique du Nord jusque fin avril et la tenue du Coachella,. Le 30 mai, alors qu'un certain nombre de cinémas diffusent sur leurs écrans le concert qu'ils ont donné le 15 décembre 2011 à l'O2 de Londres, ce spectacle — donné le jour de l'anniversaire de Pizzorno — est également vendu dans une édition limitée à 5 000 exemplaires, intitulée Live!,. Dès le lendemain, le groupe entame sa tournée des différents festivals européens estivaux tels que Rock am Ring le 1er juin, Radio 1's Big Weekend le 23, T in the Park le 8 juillet, et les Reading and Leeds Festivals les 25 et 26 août entre autres,. L'automne les voit renoncer à leur tournée en Amérique latine qui incluaient des concerts au Chili, en Argentine, au Brésil et au Mexique : Pizzorno est malade et ne peut prendre l'avion. Ils achèvent 2012 par une soirée à Moscou le 22 novembre et une à Bruxelles le 24.

## Fiche technique
Les informations proviennent du livret fourni avec l'édition 2011 du CD.

### Liste des chansons
Toutes les chansons sont écrites et composées par Sergio Pizzorno.
| No  | Titre                                      | Durée |
| --- | ------------------------------------------ | ----- |
| 1.  | Let's Roll Just Like We Used To            | 4:47  |
| 2.  | Days Are Forgotten                         | 5:02  |
| 3.  | Goodbye Kiss                               | 4:04  |
| 4.  | La Fée Verte                               | 5:47  |
| 5.  | Velociraptor!                              | 2:51  |
| 6.  | Acid Turkish Bath (Shelter from the Storm) | 6:01  |
| 7.  | I Hear Voices                              | 3:58  |
| 8.  | Re-Wired                                   | 4:44  |
| 9.  | Man of Simple Pleasures                    | 3:51  |
| 10. | Switchblade Smiles                         | 4:13  |
| 11. | Neon Noon                                  | 5:20  |

### Interprètes
Kasabian
- Sergio Pizzorno - chant, guitare, basse, synthétiseur
- Tom Meighan - chant
- Chris Edwards - basse
- Ian Matthews - batterie, percussions

Musiciens additionnels
- Jason Mehler - guitare
- Ben Kealey - clavier
- Tim Carter - guitare, percussions
- Dan Ralph Martin - guitare, percussions
- Gary Alesbrook - trompette
- Mat Coleman - trombone
- Andrew Kinsman - saxophone

### Équipe de production
- Sergio Pizzorno et Dan the Automator - production
- Tim Carter et Marc Senesac - ingénieur du son
- Sergio Pizzorno et Dan the Automator - mixage
- Howie Weinberg – mastering
- Aitor Throup - art et design de l'album
- Neil Bradford - photographie

### Ouvrage
- (en) Joe Shooman, Kasabian : Sound, Movement & Empire, Independent Music Press, 24 avril 2008, 176 p. (ISBN 190619100X et 978-1906191009)

1. ↑  Shooman 2008, p. 15
2. ↑  Shooman 2008, p. 16-17
3. ↑  Shooman 2008, p. 19
4. ↑  Shooman 2008, p. 20-21
5. ↑  Shooman 2008, p. 39
6. ↑  Shooman 2008, p. 42-43
7. ↑  Shooman 2008, p. 47
8. ↑  Shooman 2008, p. 54-55
9. ↑  Shooman 2008, p. 58-59
10. ↑  Shooman 2008, p. 70-71
11. ↑  Shooman 2008, p. 95
12. ↑  Shooman 2008, p. 106-108
13. ↑  Shooman 2008, p. 56-57
14. ↑  Shooman 2008, p. 62-63
15. ↑  Shooman 2008, p. 65
16. ↑  Shooman 2008, p. 66-67
17. ↑  Shooman 2008, p. 80-81
18. ↑  Shooman 2008, p. 97-101
19. ↑  Shooman 2008, p. 113
20. ↑  Shooman 2008, p. 111-112
21. 1 2  Shooman 2008, p. 131
22. ↑  Shooman 2008, p. 137-139
23. ↑  Shooman 2008, p. 132-133
24. ↑  Shooman 2008, p. 146-147
25. ↑  Shooman 2008, p. 148-149
26. ↑  Shooman 2008, p. 158-159
27. ↑  Shooman 2008, p. 164-165

Autres ouvrages
1. 1 2  (en) Velociraptor!, Kasabian, 2011, Livret album, Sony Music Entertainment, 8-86979-33502

### Articles de presse
1. ↑  (en) « Velociraptor! Review », Q,‎ octobre 2011, p. 114
2. 1 2  (en) Neil McCormick, « Kasabian: Velociraptor, CD review », The Daily Telegraph,‎ 15 septembre 2011 (lire en ligne)

### Autres sources
1. 1 2 3  (en) « KASABIAN », sur officialcharts.com (consulté le 21 juin 2013)
2. 1 2 3 4 5 6  (en) « Top 20 Rock singles and albums of 2011 », sur officialcharts.com (consulté le 6 octobre 2012)
3. ↑  (en) « Live from Brixton Academy », sur kasabian.co.uk (consulté le 6 avril 2012)
4. ↑  (en) « Album review: Kasabian - 'West Ryder Pauper Lunatic Asylum' », sur nme.com (consulté le 24 février 2013)
5. 1 2  (en) « Kasabian West Ryder Biography/Promo Pictures [HQ] », sur sergepizzorno.wordpress.com (consulté le 23 juillet 2013)
6. ↑  (en) « West Ryder Pauper Lunatic Asylum », sur kasabian.co.uk (consulté le 31 mars 2012)
7. ↑  (en) « West Ryder is Number 1 », sur kasabian.co.uk (consulté le 24 juillet 2013)
8. ↑  (en) « Michael Jackson tops album chart », sur news.bbc.co.uk (consulté le 29 juin 2009)
9. ↑  (en) « Certifications IRMA », sur irishcharts.ie (consulté le 14 mars 2012)
10. ↑  (en) « Certifications ARIA », sur aria.com.au (consulté le 14 mars 2012)
11. ↑  (en) « Q Awards 2009 », sur news.qthemusic.com (consulté le 20 mars 2012)
12. ↑  (en) « NME Awards 2010 », sur nme.com (consulté le 20 mars 2012)
13. ↑  (en) « Kasabian announce impromptu UK Tour [tickets on sale from tomorrow] », sur sergepizzorno.wordpress.com (consulté le 24 juillet 2013)
14. ↑  (en) « Tour pre-sale », sur kasabian.co.uk (consulté le 24 juillet 2013)
15. ↑  (en) « Kasabian support Muse », sur kasabian.co.uk (consulté le 27 juillet 2013)
16. ↑  (en) « Kasabian In The Studio - Part One video », sur nme.com (consulté le 4 août 2013)
17. ↑  (en) « Kasabian wraps local production with Dan The Automator of ‘Velociraptor’ », sur sfexaminer.com (consulté le 4 août 2013)
18. ↑  (en) « Soundtrack London Boulevard », sur imdb.com (consulté le 20 mars 2012)
19. ↑  (en) « Kasabian say new album will be 'epic' », sur telegraph.co.uk (consulté le 4 août 2013)
20. ↑  (en) « Kasabian announce an intimate UK warm up Tour in June! », sur kasabian.co.uk (consulté le 4 août 2013)
21. ↑  (en) « Kasabian Setlist at O2 Academy, Sheffield, England », sur setlist.fm (consulté le 6 octobre 2012)
22. ↑  (en) « Kasabian Setlist at O2 Academy Leeds, Leeds, England », sur setlist.fm (consulté le 6 octobre 2012)
23. ↑  (en) « Kasabian are back! », sur bbc.co.uk (consulté le 6 octobre 2012)
24. ↑  (en) « Listen to Switchblade Smiles », sur kasabian.co.uk (consulté le 4 août 2013)
25. ↑  (en) « Don't miss Kasabian headling Rockness this year! », sur kasabian.co.uk (consulté le 4 août 2013)
26. ↑  (en) « Kasabian to close Isle Of Wight Festival », sur kasabian.co.uk (consulté le 4 août 2013)
27. ↑  (en) « More festival dates added! », sur kasabian.co.uk (consulté le 4 août 2013)
28. ↑  (en) « Bilbao BBK Festival », sur kasabian.co.uk (consulté le 4 août 2013)
29. ↑  (en) « Kasabian play iTunes Festival Tonight », sur kasabian.co.uk (consulté le 4 août 2013)
30. ↑  (en) « Kasabian drop in », sur bbc.co.uk (consulté le 6 octobre 2012)
31. ↑  (en) « Kasabian Play Live Inside A Boeing 747 - Check The Pictures », sur kasabian.co.uk (consulté le 4 août 2013)
32. ↑  (en) « Kasabian Setlist at A Hollowed Out Boeing 747 @ Bruntingthorpe Aerodrome, Bruntingthorpe, England », sur setlist.fm (consulté le 6 octobre 2012)
33. ↑  (en) « Days Are Forgotten », sur kasabian.co.uk (consulté le 4 août 2013)
34. ↑  (en) « Velociraptor! », sur kasabian.co.uk (consulté le 31 mars 2012)
35. 1 2  (en) « Velociraptor! - Kasabian », sur metacritic.com (consulté le 7 octobre 2012)
36. ↑  (en) David Jeffries, « Velociraptor! - Kasabian », sur allmusic.com, 19 septembre 2011 (consulté le 7 octobre 2012)
37. 1 2  (en) « Album Review: Kasabian – Velociraptor! « Consequence of Sound », sur consequenceofsound.net, 27 septembre 2011 (consulté le 7 octobre 2012)
38. 1 2  (en) Dave Simpson, « Kasabian: Velociraptor! – review », sur guardian.co.uk, 15 septembre 2011 (consulté le 7 octobre 2012)
39. 1 2 3  (en) « NME Album Reviews - Album Review: Kasabian - 'Velociraptor!' », nme.com, 15 septembre 2011 (consulté le 7 octobre 2012)
40. 1 2  (en) « Slant review », sur slantmagazine.com (consulté le 7 octobre 2012)
41. 1 2  (en) « Velociraptor! review », sur antiquiet.com (consulté le 7 octobre 2012)
42. 1 2  (en) « Velociraptor! review », sur fmvmagazine.com (consulté le 7 octobre 2012)
43. ↑  (en) « 'Velociraptor!' Takes The Number 1 Spot », sur kasabian.co.uk (consulté le 5 août 2013)
44. ↑  (en) « No Regrets for Dappy as Kasabian score monster hit », sur officialcharts.com (consulté le 5 août 2013)
45. ↑  (en) « GFK Chart-Track », sur chart-track.co.uk (consulté le 19 février 2013)
46. ↑  (en) « Discographie Kasabian », sur australian-charts.com (consulté le 2 octobre 2012)
47. ↑  (en) « Discographie Kasabian », sur lescharts.com (consulté le 2 octobre 2012)
48. 1 2 3  (pl) « ZPAV disque d'or », sur zpav.pl (consulté le 6 octobre 2012)
49. ↑  (en) Australian-charts.com – Kasabian – Velociraptor!. ARIA Top 50 album. Hung Medien.
50. ↑  (de) Austriancharts.at – Kasabian – Velociraptor!. Ö3 Austria Top 40. Hung Medien.
51. ↑  Ultratop.be – Kasabian – Velociraptor!. Ultratop 200 albums. Ultratop et Hung Medien / hitparade.ch.
52. ↑  (nl) Ultratop.be – Kasabian – Velociraptor!. Ultratop 200 albums. Ultratop et Hung Medien / hitparade.ch.
53. ↑  (da) Danishcharts.com – Kasabian – Velociraptor!. Tracklisten. Hung Medien.
54. ↑  (en) Archive Chart. Top 40 Scottish Albums. The Official Charts Company.
55. ↑  (en) Spanishcharts.com – Kasabian – Velociraptor!. Top 100 álbumes. Hung Medien.
56. ↑  (fi) Finnishcharts.com – Kasabian – Velociraptor!. Suomen virallinen lista. Hung Medien.
57. ↑  Lescharts.com – Kasabian – Velociraptor!. SNEP. Hung Medien.
58. ↑  (en) GfK Chart-Track. Irish Albums Chart. Irish Recorded Music Association.
59. ↑  (en) Italiancharts.com – Kasabian – Velociraptor!. FIMI. Hung Medien.
60. ↑  (en) Mexicancharts.com – Kasabian – Velociraptor!. AMPROFON. Hung Medien.
61. ↑  (en) Charts.org.nz – Kasabian – Velociraptor!. RIANZ. Hung Medien.
62. ↑  (nl) Dutchcharts.nl – Kasabian – Velociraptor!. Mega Album Top 100. Hung Medien.
63. ↑  (pl) Oficjalna lista sprzedaży. OLIS. ZPAV.
64. ↑  (en) Official Albums Chart Top 100. UK Albums Chart. The Official Charts Company.
65. ↑  (en) Swisscharts.com – Kasabian – Velociraptor!. Schweizer Hitparade. Hung Medien.
66. ↑  (en) « Live On BBC Two's Jools Holland - Tonight 10pm », sur kasabian.co.uk (consulté le 5 août 2013)
67. ↑  (en) « Kasabian Setlist at Melbourne Docklands, Melbourne, Australia », sur setlist.fm (consulté le 6 octobre 2012)
68. ↑  (en) « Kasabian Announce Hometown Gig - O2 Academy Leicester Wednesday October 26th », sur kasabian.co.uk (consulté le 5 août 2013)
69. ↑  (en) « Kasabian To Play Le Zénith This November », sur kasabian.co.uk (consulté le 5 août 2013)
70. ↑  (en) « New UK Tour Announced » [archive du 4 mars 2014], sur kasabian.co.uk (consulté le 5 août 2013)
71. ↑  (en) « Miles Kane To Support Kasabian in UK & Ireland » [archive du 4 mars 2014], sur kasabian.co.uk (consulté le 5 août 2013)
72. ↑  (en) « Kasabian's NYE Re-Wired at The O2 - Fan Presale Now Open » [archive du 4 mars 2014], sur kasabian.co.uk (consulté le 5 août 2013)
73. ↑  (en) « NYE:Rewired Event Announcement », sur news.o2.co.uk (consulté le 11 janvier 2012)
74. ↑  (en) « Japan Dates - Presale Kicks Off Tomorrow », sur kasabian.co.uk (consulté le 6 août 2013)
75. ↑  (en) « Kasabian Announce Australia and New Zealand Shows », sur kasabian.co.uk (consulté le 6 août 2013)
76. ↑  (en) « Kasabian Play Singapore - Wednesday February 8 », sur kasabian.co.uk (consulté le 6 août 2013)
77. 1 2  (en) « Kasabian announces 2012 North American Tour », sur consequenceofsound.net (consulté le 16 mars 2012)
78. ↑  (en) « Kasabian Setlist at Late Show With David Letterman, New York, NY, USA », sur setlist.fm (consulté le 6 août 2013)
79. ↑  (en) « More 2012 European Tour Dates Announced », sur kasabian.co.uk (consulté le 6 août 2013)
80. ↑  (en) « Kasabian Announce North American Dates - March/April 2012 », sur kasabian.co.uk (consulté le 6 août 2013)
81. ↑  (en) « Kasabian Live From The 02 - In Cinemas Tonight », sur kasabian.co.uk (consulté le 6 août 2013)
82. ↑  (en) « Order Kasabian’s Official Live Album Now », sur kasabian.co.uk (consulté le 6 août 2013)
83. ↑  (en) « 'Kasabian Live! Live At The o2' DVD & Blu-ray - Out Now », sur kasabian.co.uk (consulté le 19 février 2013)
84. ↑  (en) « Kasabian Add Two More German Dates This Summer », sur kasabian.co.uk (consulté le 6 août 2013)
85. ↑  (en) « Watch Kasabian At Hackney Weekend », sur kasabian.co.uk (consulté le 6 août 2013)
86. ↑  (en) « T In The Park 2012 lineup », sur tinthepark.com (consulté le 16 mars 2012)
87. ↑  (en) « Watch Kasabian's T in the Park Highlights », sur kasabian.co.uk (consulté le 6 août 2013)
88. ↑  (en) « Leeds Festival 2012 headline acts », sur leedsfestival.com (consulté le 16 mars 2012)
89. ↑  (en) « Kasabian Headline Reading & Leeds Festival », sur kasabian.co.uk (consulté le 6 août 2013)
90. ↑  (en) « Sergio unable to make Mexico », sur kasabian.co.uk (consulté le 10 mai 2013)
91. ↑  (en) « Kasabian Setlist at Stadium Live, Moscow, Russia », sur setlist.fm (consulté le 6 août 2013)
92. ↑  (en) « Kasabian Setlist at Vorst Nationaal, Brussels, Belgium », sur setlist.fm (consulté le 6 août 2013)